# Ауатлан (муниципалитет)
Ауатла́н (исп. Ahuatlán) — муниципалитет в Мексике, входит в штат Пуэбла. Население — 3403 человека (на 2010 год).
Административный центр — населённый пункт Ауатлан.

## История
Город основан в 1895 году.